# Свети Никола (Ореховец)
Вижте пояснителната страница за други значения на Свети Никола.
„Свети Никола“ (на македонска литературна норма: „Свети Никола“) е поствизантийска манастирска църква в поречкото село Ореховец (Ореовец), Северна Македония. Църквата е част от Бродското архиерейско наместничество на Дебърско-Кичевската епархия на Македонската православна църква – Охридска архиепископия.
Църквата е разположена между Долни и Горни Ореховец. В нея има надпис, в който се казва, че е изписана в 1595 година при султан Мехмед III и явно около тази дата е изградена или обновена и сградата. Представлява еднокорабен храм. Сред фреските се забелязва портретът на Свети Климент Охридски. На запазения иконостас от края на XVI век е поставен голям резбован кръст с Разпятието. Над вратата на манастирския храм е запазен още един надпис с годината 1602. Живописта е с високо качество и е близка до художествените разбирания на тайфата на представителя на Линотопската художествена школа Николай от Линотопи, работил в църквата „Свети Димитър“ в Палатиция, Берско (1570).